# 実務教育出版
株式会社実務教育出版（じつむきょういくしゅっぱん）は、公務員試験対策書の出版、通信・通学講座実施を中心とした出版社。検定教科書の発行などを手がける実教出版との関連はない。

## 沿革
1927年に創業。1950年に法人設立。1973年に事業会社設立。会社所在地は東京都新宿区新宿1-1-12。

## 事業内容
- 公務員試験関連の情報誌『受験ジャーナル』（1975年創刊）をはじめ、公務員試験対策書、宅地建物取引士等資格試験関係書等の出版
- 通学制・通信制公務員試験対策講座の実施・開設